# Товарищество нефтяного производства братьев Нобель
«Товарищество нефтяного производства братьев Нобель», сокращенно «БраНобель», «Бр. Нобель» — основанная в 1879 году крупная (по тем временам) российская нефтяная компания. Вела нефтедобычу и нефтепереработку в Баку, Грозном и Челекене. Первая в российской истории вертикально-интегрированная нефтяная компания, имевшая полный технологический цикл от разведки до сбыта. Создала собственную транспортную и сбытовую сеть, включавшую нефтепроводы, танкеры, вагоны-цистерны и нефтебазы с причалами и железнодорожными ветками. Кроме нефтепереработки, компания занималась производством вспомогательных веществ, в частности, было налажено собственное производство соды и серной кислоты. При основании компании в неё вошли активы, приобретённые братьями Нобель и компаньонами в Баку в 1870-е годы. Некоторые построенные компанией сооружения, такие, как нефтяные резервуары, используются и в XXI веке. Товарищество национализировано в 1918 году.

## Основатели и первые акционеры
Основателями товарищества были:
- Нобель, Людвиг Эммануилович
- Нобель, Роберт Эммануилович
- Нобель, Альфред Бернхард
- Бильдерлинг, Пётр Александрович

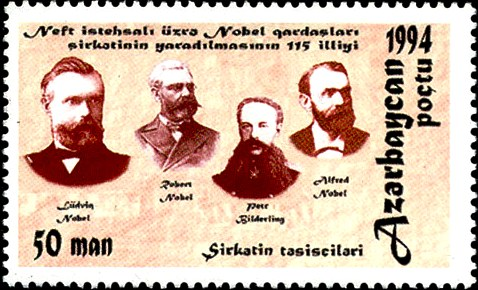
Марка Азербайджана, посвящённая 115-летию основания компании

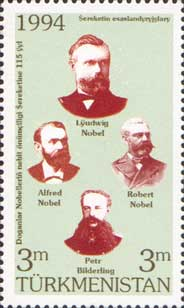
Марка Туркменистана

На момент основания (1879 год) меньшие паи принадлежали И. Я. Забельскому, А. А. Бильдерлингу (брату Петра), Ф. А. Блюмбергу, М. Я. Белямину, А. С. Сундгрену, Б. Ф. Вундерлиху.
Первым председателем товарищества был избран Людвиг Нобель. Основной капитал на момент основания составлял 3 миллиона рублей паями по 5 000 рублей. Большой размер пая предназначался для затруднения биржевых спекуляций. Более 50 % паёв принадлежали семейству Нобелей. Пётр Бильдерлинг был нужен при основании и дальнейшей деятельности Товарищества, в числе прочего, и как русский подданный, что упрощало юридические процедуры.
Автором идеи начать собственный нефтяной бизнес был Роберт Нобель, впервые увидевший нефтепромыслы Баку в 1873 году во время своих поездок по югу Российской империи в поисках ореховой древесины для ружейных прикладов для завода в Ижевске, в котором Нобели были совладельцами. В этом же году он приобрел первый нефтеперегонный завод в Баку. Компания стала по-настоящему рентабельным бизнесом только в 1890-х, пережив близость к банкротству несколько раз. Спасителем выступал Альфред Нобель, поддерживая компанию средствами из собственных источников.

## Достижения
Компания известна как пионер во многих инженерных и коммерческих начинаниях:
- Первый российский нефтепровод[6]
- Первые в мире цилиндрические резервуары-нефтехранилища.
- Первые российские нефтеналивные суда (пароход «Зороастр»).
- Первый в мире теплоход (танкер «Вандал»), причём это был и первый дизель-электроход.
- Самостоятельная разработка и внедрение в России ранее практически отсутствующих вагонов-цистерн[1].
- Первая в России собственная сбытовая сеть для нефтепродуктов с собственным транспортом, нефтебазами, собственной фирменной упаковкой.
- Первая в России электростанция для силовых, а не только осветительных нужд[1].

Важнейшим коммерческим успехом было вытеснение с рынка американского керосина («фотогена»), ранее на нём господствующего, и превращение керосина в недорогой общедоступный продукт. Сильное снижение себестоимости было достигнуто, в числе прочего, за счёт развитого транспорта, перевозившего нефтепродукты наливом (танкеры, железнодорожные цистерны, керосинопроводы), а не в деревянных бочках, как было общепринято ранее. В 1909 году хорошо налаженная логистика позволяла компании продавать половину всего керосина бакинского производства при собственной доле в производстве только 20 %. В торговле керосином компания делала ставку на массовых небогатых потребителей, и керосином начали пользоваться, хотя и не сразу, даже в крестьянской среде. Для повышения спроса компания активно распространяла недорогие керосиновые лампы. Присутствие в провинции позволило компании в 1910-х годах начать удовлетворять растущий спрос на автомобильный бензин вне крупных городов.
Кроме того, компания была известна прогрессивной, для тех лет, кадровой политикой: была создана собственная система профессионального образования, строилось благоустроенное жильё. Действовала собственная медицинская служба, которой руководила Марта — одна из дочерей Людвига, врач по образованию, вместе со своим мужем.

## История
- 1873 год — Роберт Нобель приобрёл первый нефтеперегонный завод в Баку.
- 1876 год — первая партия «осветительного масла» с завода Нобеля была поставлена в Санкт-Петербург.
- 1878 год — Людвиг Нобель построил первый нефтеналивной танкер «Зороастр».
- 1880 год — в Царицыне появился Нобелевский городок.
- 1889 год — «Братья Нобель» завершили прокладку через горы трубопровода протяжённостью 42 мили[8].
- 1889 год — ИРТО учредило премию имени Людвига Нобеля за лучшие труды или изобретения в области машиностроения и нефтяного дела.
- 1899 год — Машиностроительный завод Людвиг Нобель в Санкт-Петербурге начал изготавливать дизельные двигатели.
- 1904 год — Бакинское отделение ИРТО учредило премию имени Эмануила Нобеля за лучшие труды или изобретения в области нефтяного дела.
- 1914 год — «Братья Нобель» построили в Грозном завод по производству толуола, вырабатываемого из нефтепродуктов[9].
- 1914 год — «Братья Нобель» приобрели одну из самых крупных нефтяных компаний в Грозненском нефтяном районе[10].

## Бакинская империя братьев Нобель

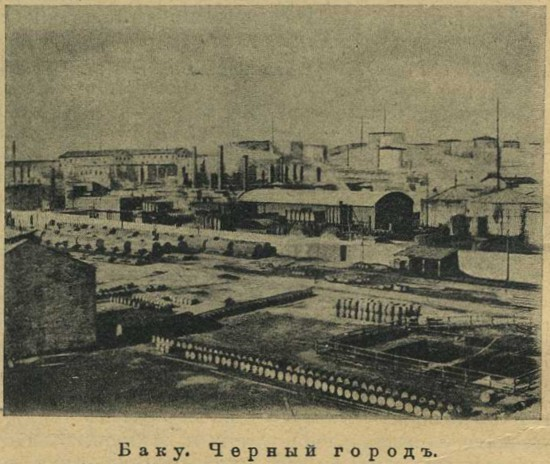
Чёрный город

История братьев Нобель в Баку началась в 70-е годы XIX века, когда в поисках деревянного материала для заготовки приклада винтовки Бердана Роберт Нобель приехал в крупнейший город Бакинской губернии — Баку (Российская Империя). Внимание Роберта привлекли нефтяные возможности Бакинского района. Вернувшись в Санкт-Петербург в 1873 году, он пытался обратить внимание брата на бакинскую нефть, но из-за того, что Людвиг не верил в перспективу дела, он довольствовался только малой суммой.
Роберт в 1875 году за 25 тысяч рублей купил у Тифлисского общества маленький керосиновый завод в «Черном городе» и несколько нефтеносных участков в Сабунчах.
На фоне больших споров и скандалов вокруг бакинской нефти на Парижской фондовой бирже у Альфреда зародился большой интерес к бакинской нефти. В телеграмме, посланной Людвигу, он писал, что деловые круги в Париже упоминают бакинскую нефть, и что люди Ротшильда пытаются взять в руки лучшие земельные участки Баку и хотят вытеснить братьев Нобелей. Он также выразил свое желание приступить к деятельности здесь. Таким образом, в предпринимательстве Нобелей возникла новая область.
В 1876 году Людвиг Нобель переселился в Баку.
Первая буровая скважина была заложена Робертом Нобелем в апреле 1876 года на участке № 52 Сабунчинской дачи.
В 1878 году братьями Нобель был построен первый в Российской империи нефтепровод с паровым насосом. Он тянулся из Балаханов в Черный город, его длина 9 км, диаметр — три дюйма, производительностью в 80 тыс. пудов в сутки.
Подобные нефтепроводы стали вскоре устраиваться и другими нефтепромышленниками на соседних Сабунчинской и Раманинской площадях.
18 мая 1879 года в Российской империи в Баку была основана крупнейшая иностранная нефтепромышленная фирма — «Товарищество нефтяного производства братьев Нобель (Бранобель)». Первоначальный основной капитал составил 3 млн рублей (в 1913 году – 30 млн. руб.). За короткое время компаньоны стали владельцами промыслов в Сураханах, Балаханах, Биби-Эйбате.
«Товарищество нефтяного производства братьев Нобель» сделало настоящую революцию в нефтяной промышленности. В своих открытиях Нобели использовали идеи таких ученых, как Дмитрий Менделеев. Менделеев всегда жаловался, что Нобели не оценивают возможности нефти до конца; они выбрасывали много остаточных продуктов, так как их интересовал только керосин. Позже Менделеев их убедил, что в составе нефти нет непригодного вещества, и можно использовать все его компоненты.
Использование ручного труда и рабочей силы в процессе добычи нефти увеличивало себестоимость добычи нефти. Но, благодаря изобретательности Нобелей и в нефтяных промыслах Балаханы начали появляться первые нефтяные месторождения. Теперь нефть из скважины добывали не рычагом для подъёма нефти из колодца, а при помощи насосов.
Транспортировка нефти также была серьёзной проблемой. Добываемую нефть заполняли в бочонки, а затем посылали кораблями в Астрахань, и там загружали в железнодорожные вагоны. Разгрузка бочонков, отправленных в Россию и другие страны тоже создавала проблемы. Нобели хотели уменьшить стоимость перевозки нефти до такой степени, чтобы вытеснить другие виды топлива на рынке.
С этой целью братья Нобель решили превратить сами бочки в нефтяные вагоны и суда. Однако, они не обладали достаточными средствами для реализации этого проекта в одиночку, и решили обратиться к промышленникам и финансистам из Европы. В результате собралась большая сумма денег, и активы «Ассоциации братьев Нобель» выросли до 20 миллионов рублей.
Таким образом, в условиях строгой конфиденциальности, корабль «Зороастр», перевозящий нефть, стал первым нефтяным танкером в мире. Также начал производиться первый в мире вагон-цистерна.
Параллельно с этим, братья Нобель создали первый нефтяной трубопровод.
В 1883 году железная дорога Баку—Батум открыла путь бакинской нефти на запад.

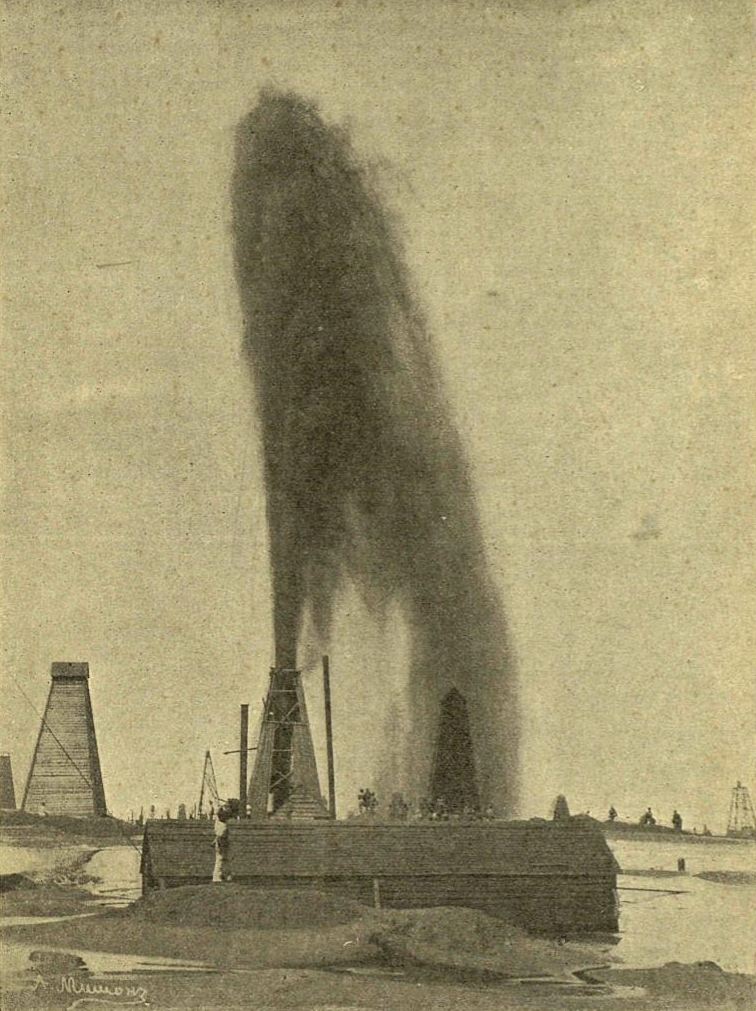
Нефтяной фонтан Товарищества, бивший в сентябре 1887 года (Балаханы у Баку)

В 1885 году фирмой «Бранобель» было произведено 15 млн пудов керосина. Годовое производство керосина всеми бакинскими нефтеперегонными заводами в 1885 году составило 28 млн пудов.
На 1893 год здесь уже имелось 26 трубопроводов длиной от 7 до 14 верст, общим протяжением 262 версты. Из них 20 служили для перекачки нефти с промыслов на заводы, шесть доставляли морскую воду на промыслы для паровых котлов.
Заводская деятельность «Бранобель» за период с 1879 по 1904 годы выразилась в переработке 1 млрд 195 млн пудов собственной и купленной нефти. Заводами Товарищества было выработано в млн пудов: керосина — 379.5; бензина — 2.4; солярового масла — 46.3; смазочных масел — 49.8; нефтяных остатков — 712.8.
Участие фирмы «Бранобель» в вывозе мазута из Баку составило: в 1892 г. — 22,4 %; в 1897 г. — 28,6 %; в 1902 г. — 34,3 %.
Основной капитал в 1900 году достиг 15 млн рублей, процентное отношение чистой прибыли к основному капиталу — 56,4 %.
В 1908 году фирма имела в бакинском районе 42 нефтяных промысла. В 1909 году Товариществу принадлежало 20 % всей выработки керосина в Баку и 50 % его сбыта, а также 35 % сбыта мазута.
Чистая прибыль за 1913 год составила 14,853 млн. руб. Летом 1914 года акционерный капитал «Бранобель» увеличился в 3.6 раза. В «нефтяной империи» Нобелей трудилось около 30 тыс. человек.
В 1914—1917 годах фирма владела основным капиталом 30 млн рублей, более 13 заводами (включая 6 нефтеперерабатывающих заводов). В 1916 году общая нефтедобыча фирмы составляла 76 млн пудов нефти.
Товарищество нефтяного производства братьев Нобель вплоть до 1918 года было самой крупной нефтепромышленной фирмой в Российской империи. По сути, это была первая в российской истории нефтяная компания, осуществлявшая все технологические циклы производства, от поиска и разведки месторождений нефти, их бурения и разработки, до переработки и реализации товарных нефтепродуктов.
Общество вело нефтедобычу и нефтепереработку в Бакинском и Грозненском районах, создало собственную транспортную и сбытовую сеть, включавшую нефтепроводы, танкеры, вагоны-цистерны и нефтебазы с причалами и железнодорожными ветками. Кроме нефтепереработки, компания занималась производством вспомогательных веществ. В частности, было налажено собственное производство соды и серной кислоты.
Обществу принадлежало:
- нефтяные промыслы в Балаханах, Романах, Сабунчах и Биби-Эйбате близ Баку, на острове Челекен на берегу Каспийского моря и в Берикее (Дагестанская область) и др.
- 7 заводов на территории Чёрного города близ Баку
- склады и базы на территории России, а также в Марселе, Манчестере, Антверпене, Женеве, Берлине, Гамбурге, Гетесбурге, Лондоне и других городах Европы и многое др.

В Баку братьями Нобель была построена фамильная резиденция и поселок Вилла Петролеа для служащих компании. В настоящее время резиденция восстановлена и в ней находится музей братьев Нобель.
Акции компании котировались на Берлинской, Амстердамской, Франкфуртской и Петербургской биржах.
Людвиг Нобель скончался в 1888 году. На момент его смерти товарищество обладало капиталом в 35 млн рублей золотом, что составляло одну пятую часть общего капитала иностранных компаний в русской нефтяной промышленности.
В 1896 году скончался Роберт Нобель.
С 1888 года до 1917 года российские предприятия семьи Нобель возглавлял сын Людвига — Эммануэль.
После революции 1917 года многочисленные нефтяные склады, базы, предприятия и городки братьев Нобелей были национализированы большевистской властью. Впоследствии они стали основой для нефтедобывающей и нефтеперерабатывающей промышленности СССР.
В 1918 году Эммануэль Нобель переехал в Швецию.

## Штаб-квартира
В Петербурге штаб-квартира товарищества размещалась по адресу: наб. Екатерининского канала, 6 / Итальянская ул., 2, Особняк М. А. Горчакова (архитектор Н. П. Гребёнка). В 1909 году архитектор Ф. И. Лидваль осуществил крупные внутренние перестройки и надстроил главный и дворовые корпуса в стиле модерн.
В советское время в здании размещались Дом Министерства угольной промышленности, институт «Ленгипрошахт». На 2013 год в здании размещался филиал Альфа-Банка Санкт-Петербург.

## Интересные факты
- Императорское русское техническое общество учредило собственную премию памяти Людвига Нобеля, которой поощрялись авторы полезных инженерных изобретений. Премия по времени предшествовала общеизвестной Нобелевской премии[2].
- В капитале Нобелевской премии доля средств, полученных от деятельности «Бранобель», составляет около 12 %.[2]
- Ценные бумаги Товарищества пользовались устойчивым спросом биржевых игроков с самого начала их эмиссии, и до сих пор представляют интерес для коллекционеров-скрипофилов.[значимость факта?]

## Память
В октябре 1991 года в Санкт-Петербурге на Петроградской наб. у дома 24 открыт памятник Альфреду Нобелю. С 2009 года издательство «Гуманистика» выпускает под ред. проф. А. И. Мелуа сборники «Документы жизни и деятельности семьи Нобель».
Фамильная резиденция и посёлок Вилла Петролеа для служащих компании восстановлена, и в ней находится музей братьев Нобель.

## Галерея

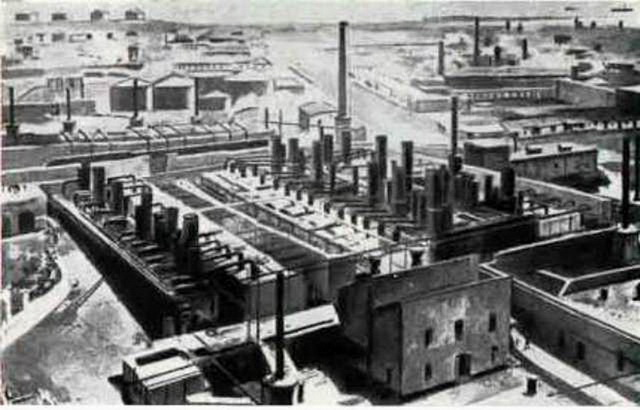
Нефтеперегонный завод Нобелей в Баку, конец 1880 гг.
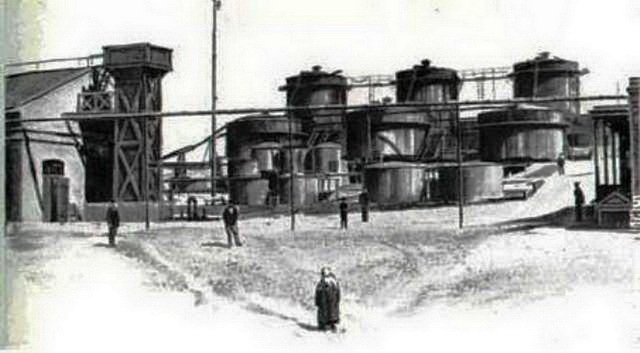
Очистительное отделение керосинового завода Нобелей в Баку, 1890 г.
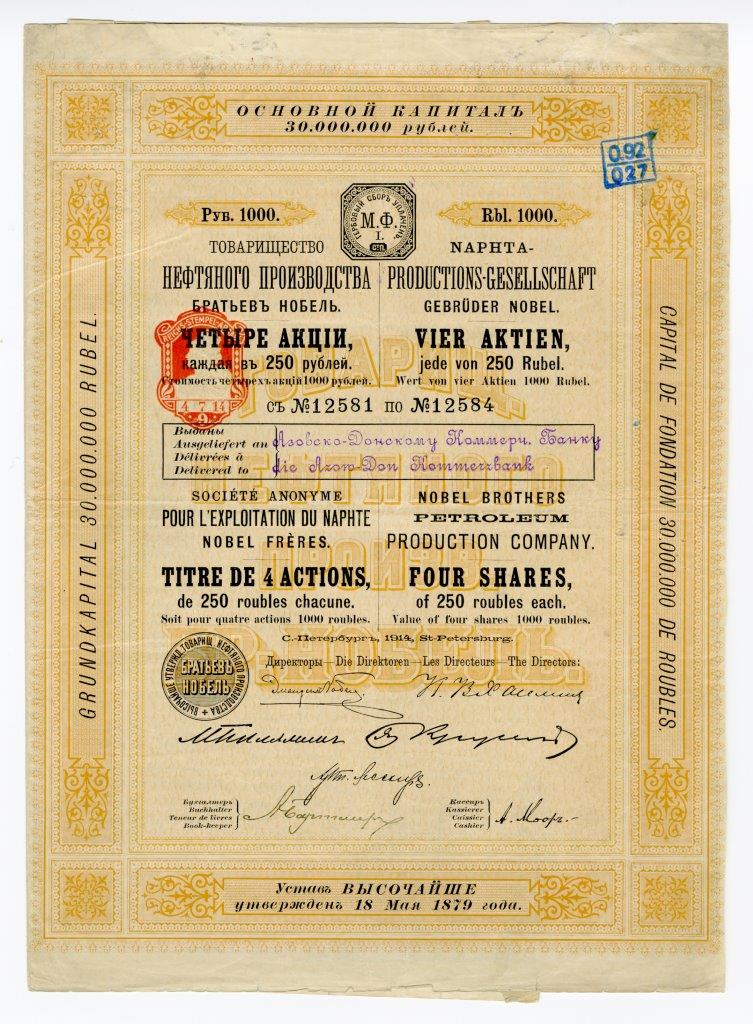
Четыре акции в 250 руб. каждая Товарищества нефтяного производства братьев Нобель, выданные Азовско-Донскому коммерческому банку.  С.-Петербург, 1914 г.
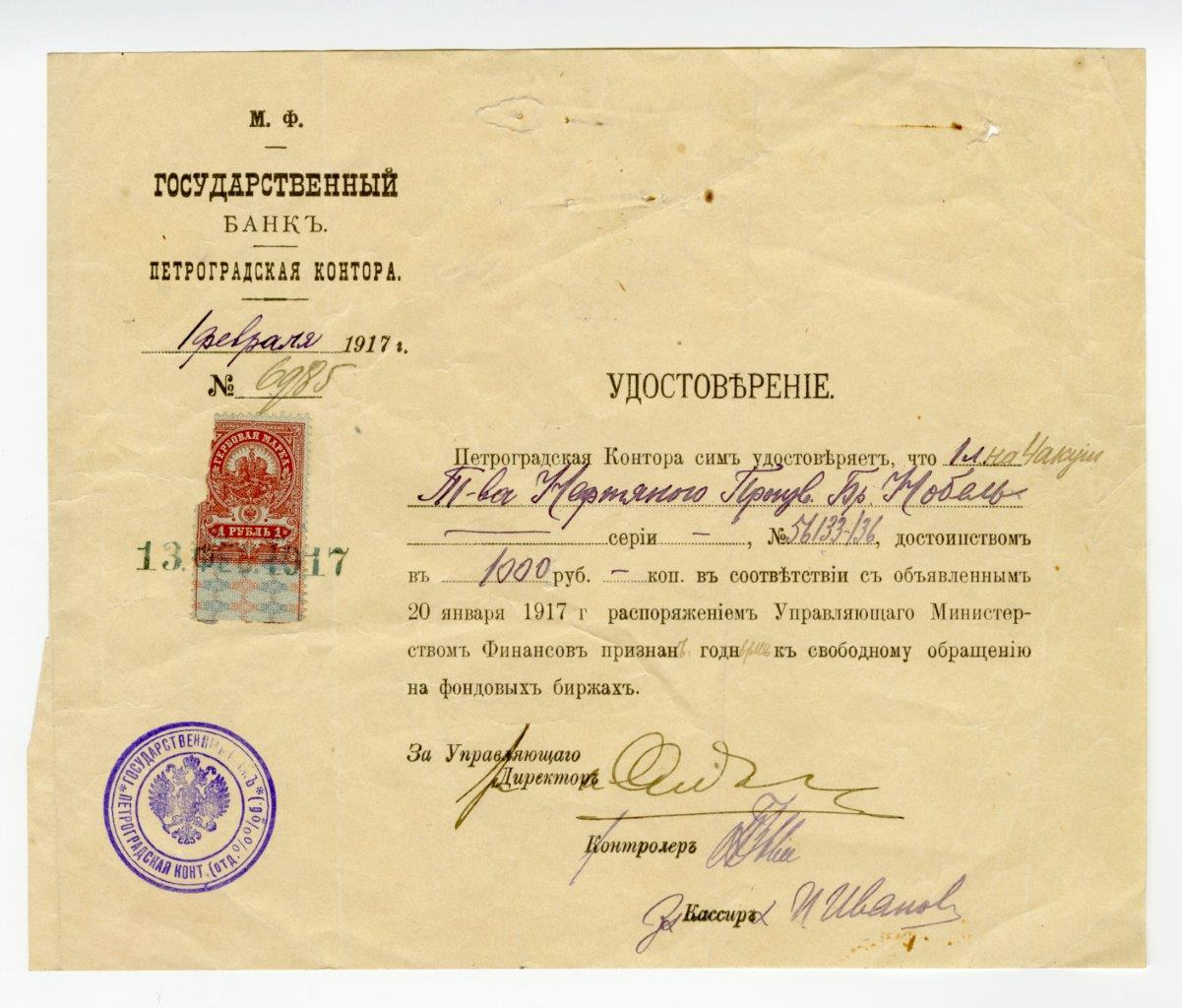
Удостоверение, выданное Петроградской конторой Государственного банка в соответствии с распоряжением управляющего Министерством финансов, подтверждающее свободное обращение на фондовых биржах листа с четырьмя акциями общей стоимостью в 1000 руб. Товарищества нефтяного производства братьев Нобель. Петроград, 1 февраля 1917 г.